# Jānis Ivanovs
Jānis Ivanovs (Babri, Preiļi, Latgalia, 9 de octubre de 1906 –Riga, 27 de marzo de 1983) fue un compositor letón.
Exiliado con su familia durante la Primera Guerra Mundial, vivió en Vítebsk y Smolensk. Aprendió a tocar el piano a los 12 años. Su familia regresó a Letonia en 1920 y estudió en la Academia Letona de Música Jāzeps Vītols de 1924 a 1931.
A partir de 1931, trabajó como jefe de orquesta en Latvijas Radio. 
Se le condecoró como Artista del pueblo de la URSS (artes escénicas) y con el Premio Estatal de la Unión Soviética
Está inhumado en el Cementerio del Bosque de Riga.